# Polyrhaphis confusa
Polyrhaphis confusa es una especie de escarabajo longicornio del género Polyrhaphis, tribu Polyrhaphidini, subfamilia Lamiinae. Fue descrita científicamente por Lane en 1978.
La especie se mantiene activa durante los meses de enero, febrero, marzo, abril, octubre, noviembre y diciembre.

## Descripción
Mide 18-28,8 milímetros de longitud.

## Distribución
Se distribuye por Brasil y Paraguay.